# Olena Schurlywa

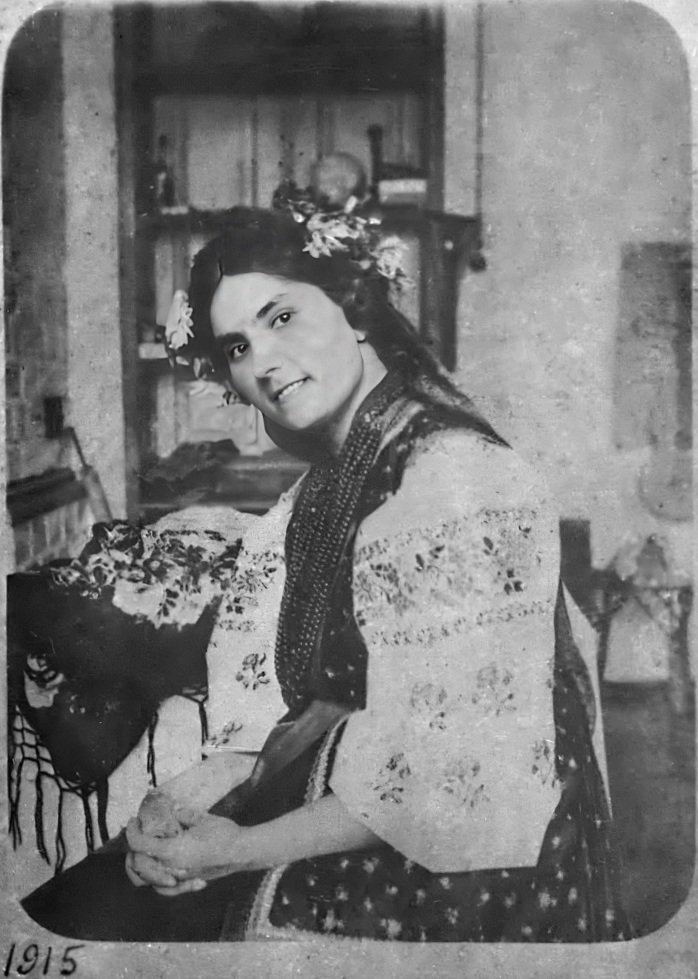
Olena Schurlywa (1915)

Olena Schurlywa (ukrainisch Олена Журлива, bürgerlich Olena Kostjantyniwna Kotowa, ukrainisch Олена Костянтинівна Котова, * 24. Juni 1898 in Smila, Gouvernement Kiew; † 10. Juni 1971 in Kirowohrad) war eine sowjetisch-ukrainische Dichterin, Sängerin und Lehrerin.

## Biografie
Sie schrieb ihr erstes Gedicht im Alter von 11 oder 12 Jahren und legte eine externe Prüfung im Gymnasium in Uman ab. Ihre Gedichte veröffentlichte sie in der Kiewer Zeitschrift „Ukrainisches Haus“ unter dem Pseudonym „Schurlywa“. Sie zog 1914 nach Kiew. In diesem Jahr wurde sie von der Polizei verhaftet, weil sie an einer Demonstration am Gedenktag von Taras Schewtschenko teilgenommen hatte. Sie besuchte in Kiew ein Gymnasium und anschließend das Kiewer Institut für öffentliche Bildung. Sie arbeitete auch als Hauslehrerin und sang im Kirchenchor. Außerdem tourte sie als Dichterin und Sängerin, darunter in Charkiw in der Oper Fürst Igor. 1922 schloss sie ihr Studium mit dem Diplom einer Kandidatin der höheren philologischen Wissenschaften ab und begann als Ukrainischlehrerin an einer Schule am Stadtrand von Kiew zu arbeiten.
1926 zog sie nach Charkiw. Dort arbeitete sie gemeinsam mit Pawlo Tytschyna beim staatlichen Verlag „Ukraine“. Kotowa verfasste literaturkritische Artikel für die Zeitschriften „Bolschewik“ und „Proletar“. Sie veröffentlichte ihre erste Gedichtsammlung namens „Metallofen“, die Landschaftsgedichte und teilweise auch formelhafte Gedichte, die die kommunistische Regierung und die Partei lobten, enthielten. Ihre zweite Sammlung „Purpurrote Welt“ (1930) enthielt noch mehr regierungsfreundliche Poesie. 1934 trat sie dem Schriftstellerverband der Ukraine bei.
Ende der 1920er Jahre wurde die Ukrainisierung in der Sowjetunion beendet, da es Bedenken gab, dass sie zu Überlegungen über eine Sezession der Ukraine führen könnte und die ukrainische Intelligenzija wurde verfolgt und unterdrückt. Am 5. Oktober 1938 wurde Kotowa wegen „Hetze gegen die Sowjetregierung“ verhaftet. Sie wurde zu 5 bis 10 Jahren Haft verurteilt und wurde zu einem Gulag im Altai geschickt. Aufgrund der schwierigen Arbeitsbedingungen war sie oft krank und litt wegen schlechter Ernährung an Dystrophie.

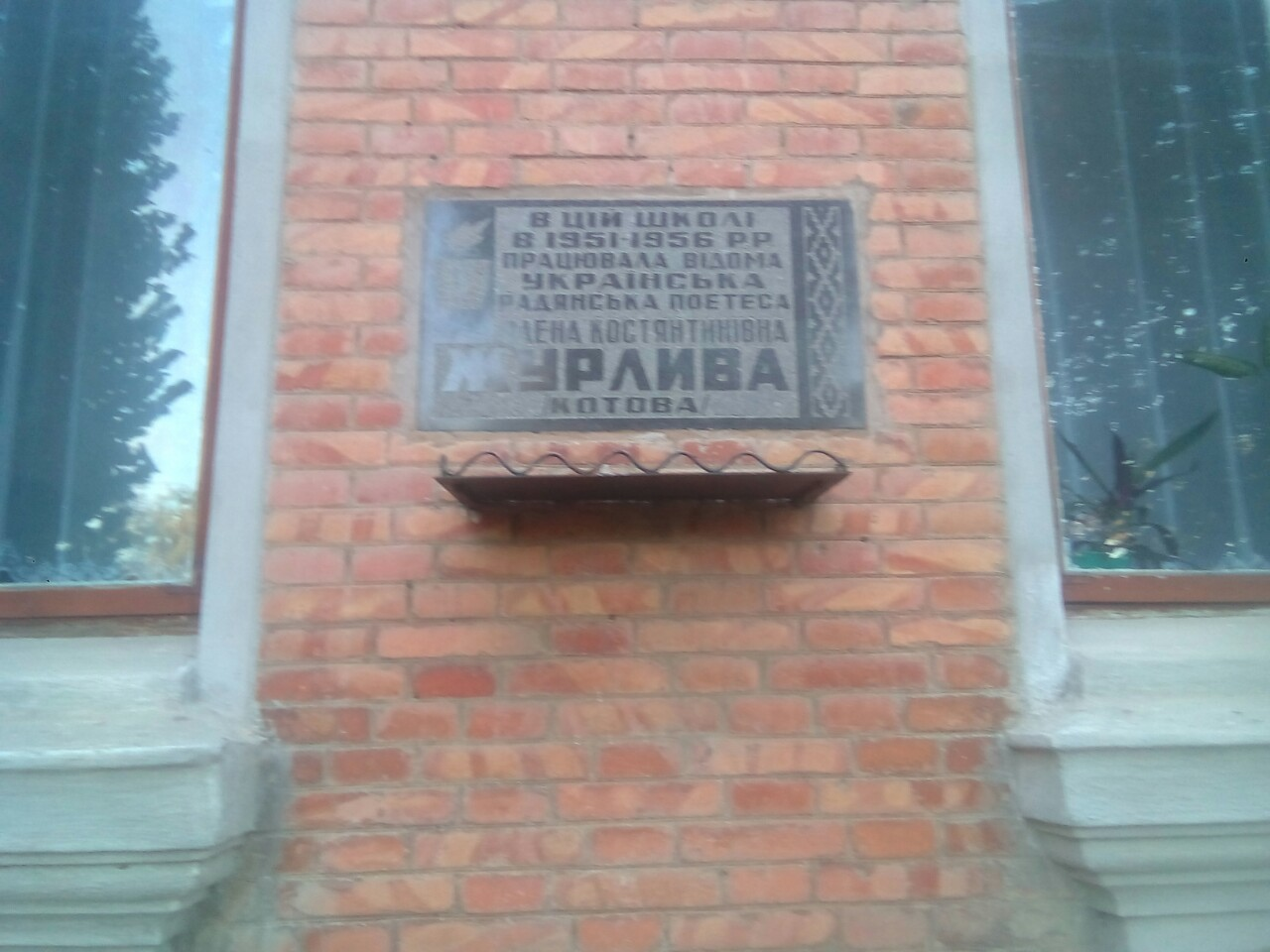
Gedenktafel an der Schule in Kropywnyzkyj

1944 wurde sie auf Tytschynas Bitte freigelassen und kehrte in die Ukraine zurück. Sie konnte zunächst nicht arbeiten, weil sie nach ihrer Verbannung keinen Pass besaß. 1946 half ihr ein Bekannter, der stellvertretende Vorsitzende des Rates der Volkskommissare, Mykola Baschan, ihren Pass zurückzubekommen. Kotowa zog nach Kirowohrad (heute Kropywnyzkyj) um und arbeitete von 1951 bis 1956 in einer Schule. Sie veröffentlichte nach ihrer Rehabilitation 1957 weitere Gedichtsammlungen. Außerdem veröffentlichte sie Kinderbücher, aus denen Kindern bei außerschulischen Lesestunden vorgelesen wurden.
Die Schule in Kropywnyzkyj, in der sie gearbeitet hatte, und eine Straße in der Stadt sind nach Kotowa benannt. Ihr Gedicht „Schweig“ wurde von Piánoboy vertont.